# Sawako Ariyoshi
Pour les articles homonymes, voir Ariyoshi.
Sawako Ariyoshi (有吉佐和子), née le 20 janvier 1931 à Wakayama, au Japon, et morte le 30 août 1984 à Tokyo, est une écrivaine japonaise. Elle commence sa carrière littéraire au début des années 1950, après des études de littérature anglaise, à l'université chrétienne de Tokyo.
Ses œuvres principales sont les chroniques historiques Les Dames de Kimoto (publié en 1959), Kae ou les deux rivales (en 1967) et Les Années du crépuscule (en 1972). 

## Biographie

### Enfance
Sawako Ariyoshi naît le 20 janvier 1931, à Wakayama, dans la préfecture de Wakayama, au Japon,. Elle est la fille aînée d'une famille japonaise dont la mère, Akitsu, est une femme au foyer, originaire de Wakayama et engagée dans la mouvance féministe née durant l'ère Taishō (1912-1926),, et le père, Shinji, un employé de banque,. La fratrie familiale se compose de trois enfants : deux garçons et une fille. En 1935, la famille Ariyoshi s'établit à Tokyo. Deux ans plus tard, l'employeur du père de Sawako, un établissement bancaire de Yokohama, le mute à Batavia, dans les Indes orientales néerlandaises. Toute la famille Ariyoshi quitte le Japon pour l'île de Java,. Bien qu'inscrite dans une école primaire japonaise locale, Sawako, à cause d'une constitution fragile, est souvent contrainte de suivre une scolarité à domicile. Les livres scolaires étant rares dans la possession coloniale indonésienne des Pays-Bas, elle explore la bibliothèque familiale, dans laquelle elle découvre des auteurs de la littérature japonaise, tels que Natsume Sōseki et Takeo Arishima,. Les Ariyoshi retournent à Wakayama, en mars 1940, puis à Batavia quelques mois plus tard. Au mois de mai 1941, alors que la Seconde Guerre mondiale se profile, ils s'installent de nouveau à Tokyo,. En 1945, les raids aériens sur Tokyo s'intensifient. Les Ariyoshi fuient la métropole japonaise, comme de nombreux civils, et se réfugient à Wakayama. Sawako poursuit son éducation scolaire au lycée préfectoral de la ville,.

### Années de formation
Durant la période d'après-guerre, dans une capitale japonaise dévastée par les bombardements aériens et un pays sous occupation américaine, Sawako est initiée, par son père, au kabuki, une forme traditionnelle du théâtre japonais. L'année 1949, l'adolescente entame des études de littérature anglaise, à l'université chrétienne de Tokyo pour les femmes, dont elle sort diplômée en 1952,,. En juillet 1950, La mort de son père, source de difficultés financières pour la famille Ariyoshi, et des problèmes de santé la contraignent à interrompre ses études. Elle compense alors ce retrait de la vie scolaire par un apprentissage approfondi de la tradition théâtrale japonaise,. Au cours de sa formation universitaire, elle intègre des groupes d'études rassemblant des étudiants passionnés par la littérature, le théâtre moderne et le spectacle vivant traditionnel, et remporte plusieurs concours d'écriture,. En particulier, lors de compétitions littéraires organisées par le magazine Le Monde du Théâtre, ses essais sur des acteurs de théâtre sont remarqués,.

### Carrière d'écrivaine

#### Débuts littéraires
L'été 1952, après la fin de ses études universitaires, Sawako Ariyoshi est embauchée par une maison d'édition,. À partir de juillet 1954, elle occupe aussi le poste de secrétaire-correspondancière d'une troupe de kabuki,. En dehors de ses activités professionnelles, elle contribue à des revues littéraires et devient membre d'un cénacle d'écrivains, au sein duquel elle fait la connaissance d'une autre romancière en devenir : Ayako Sono.
La carrière d'écrivaine de Sawako Ariyoshi commence véritablement en 1954, avec la rédaction de critiques théâtrales, notamment pour le mensuel Le Monde du Théâtre, et de scénarios pour la télévision et la radio et la publication de nouvelles,. Des journaux tels que le Bungakukai, le Shūkan Tōkyō, le Chūōkōron, le Bungeishunjū, le Shinchō, le Shōsetsu shinchō (ja) et la revue littéraire Mita Bungaku, font connaître ses créations. En septembre 1956, l'une de ses œuvres, Jiuta (Ballade populaire), vaut à Sawako Ariyoshi le prix Bungakukai pour les jeunes auteurs, et l'inscription de son nom sur la 35e édition de la liste des potentiels lauréats du prix Akutagawa. Cette sélection à un prix littéraire national prestigieux suscite l'intérêt du public et un début de reconnaissance critique,. La même année, un classique du théâtre nō, Aya no Tsuzumi, que Sawako Ariyoshi a adapté pour le bunraku, le théâtre de marionnettes traditionnel, est joué au Shinbashi Enbujō, à Tokyo, et au Théâtre national de bunraku, à Osaka. L'année suivante, la fiction Ishi no iwa (« Le Jardin de pierres »), diffusée par la NHK, chaîne de télévision du service public japonais, est primée par le ministère de l'Éducation. L'œuvre, adaptée pour le théâtre par Ariyoshi elle-même, est à l'affiche du Kabuki-za, deux ans plus tard. En 1958, une nouvelle de sawako Ariyoshi : Shiroi ōgi (« Éventail blanc ») est en lice pour la 36e édition de l'attribution du prix Naoki,. L'année suivante, le mensuel féminin Fujin Gahō publie, sous la forme d'un feuilleton, le premier des plus importants romans de l'écrivaine japonaise : Kinokawa (« Les Dames de Kimoto »),,.

#### Voyages hors du Japon
Fin 1959, une bourse de la fondation Rockefeller permet à Sawako Ariyoshi d'effectuer un voyage d'études aux États-Unis,. Au Sarah Lawrence College, à Yonkers, dans l'État de New York, l'écrivaine japonaise concentre son attention sur le travail d'écriture du dramaturge britannique Christopher Fry. Avant son retour au Japon, en août 1960, elle séjourne à Londres, où elle rencontre Fry , et au Moyen-Orient,. Au mois de juin 1961, avec un groupe de critiques littéraires, dont Katsuichirō Kamei et Ken Hirano, et d'écrivains, comme le romancier Yasushi Inoue, elle se rend en Chine, sur invitation d'une association culturelle chinoise,. En 1965, elle est accueillie à l'université de Pékin, où elle se familiarise avec le nestorianisme, une doctrine christologique,.

#### Élargissement thématique
À ses débuts, Sawako Ariyoshi tire son inspiration thématique de sa passion pour l'art théâtral traditionnel japonais et la littérature japonaise, ainsi que, plus largement, de sa connaissance native de la culture japonaise,. Les personnages de ses nouvelles sont souvent des artisans et des artistes japonais,. Plus tard, ses séjours hors du Japon lui ouvrent une perspective cosmopolite. L'observation de modes de vie autres que japonais, de cultures différentes et des contacts variés avec des étrangers la sensibilisent à divers problèmes sociaux,. Son roman Hishoku (Incolore), d'abord publié en feuilleton dans le mensuel Chūōkōron, d'avril 1963 à juin 1964, est emblématique de l'élargissement thématique de l'œuvre littéraire d'Ariyoshi,,. Sous-titré en anglais Not because of color, (litt. « pas en raison de la couleur »), il aborde le sujet de la discrimination sociale et raciale aux États-Unis,.

#### Des années 1960 aux années 1970
Au cours des années 1960 et la décennie 1970, Sawako Ariyoshi poursuit son travail d'écriture et son œuvre s'installe durablement dans le paysage littéraire japonais,. En 1961, sa nouvelle Kiyū no shi (« La mort de Kiyū »), a pour héroïne une prostituée au destin tragique, durant la période troublée des années 1860,. Début 1962, Sukezaemon yondaiki (« Les Quatre Générations de Sukezaemon ») est une saga dynastique, publiée dans la revue Bungakukai et dont les personnages principaux sont les membres de deux familles nobles qui se déchirent sur deux siècles et demi. Fin 1962, dans Le Miroir des courtisanes, Ariyoshi narre les vies de trois générations de femmes, dans le Japon de la première moitié du XXe siècle. Une adaptation théâtrale de cette saga familiale est jouée dès septembre 1963, au Geijutsu-za de Tokyo. En 1965, le roman Hidakagawa (La Rivière Hidaka) constitue le dernier volet d'une « trilogie fluviale », commencée en 1959, avec Les Dames de Kimoto (Kinokawa) et poursuivie avec Aridagawa (La Rivière Arida, 1963). L'œuvre est publiée dans l'hebdomadaire Shūkan bunshun et, en mars 1965, une version pour le théâtre est présentée sur la scène du Geijutsu-za. Kae ou les deux rivales paraît fin 1966, dans la revue Shinchō. Le roman, qui raconte la rivalité entre deux femmes désireuses de plaire à Hanaoka Seishū, un médecin de l'époque d'Edo (1603-1868), est adapté pour le cinéma et le théâtre l'année suivante et vaut à son auteure le prix de littérature féminine,. Pendant trois ans (janvier 1967-décembre 1969), dans le magazine féminin Fujinkōron, la femme de lettres japonaise se fait la biographe d'Izumo no Okuni, la fondatrice du kabuki,. La vie de la légendaire héroïne de la fin du XVIe siècle devient un roman-fleuve : Izumo no Okuni (« La Danseuse de Kabuki »), recompensé par le prix Fujinkōron des lectrices et distingué par le ministère de l'Éducation,,.
De novembre 1970 à mars 1971, Sawako Ariyoshi occupe un poste de chercheuse invitée à l'université d'Hawaï à Mānoa, une université construite dans le quartier de Mānoa à Honolulu, capitale d'Hawaï. Durant cette parenthèse polynésienne, la maison d'édition Shinchōsha publie, en treize volumes, une sélection de ses créations littéraires. En juin 1972, elle fait paraître le livre Les Années du crépuscule, un roman à succès qui aborde le sujet des personnes du troisième âge dans le Japon moderne,. De fin 1974 à juin 1975, le quotidien national Asahi Shinbun publie dans ses colonnes Fukugō osen (Pollutions complexes), un feuilleton littéraire qui, mélangeant le documentaire et la fiction, traite des dangers potentiels liés à l'usage de produits phytosanitaires en agriculture et d'additifs alimentaires,. L'année 1978, Sawako Ariyoshi fait éditer Kazu no miyasama otome (« Son Altesse la princesse Kazu »), un roman historique dont l'intrigue a pour protagonistes la princesse Kazu, sœur de l'empereur Kōmei et tante de son successeur, Mutsuhito, et Tokugawa Iemochi, le shogun en exercice durant les six premières années de la décennie qui précède la restauration de Meiji (1868). Elle reçoit, en 1979, le prix Mainichi des arts et sa création romanesque bénéficie, au cours du mois de janvier 1980, d'une adaptation télévisuelle nationale. L'été 1979, sous la pression de ses lecteurs, le Mainichi Shinbun cesse la publication du roman-feuilleton Aburaya Okon, entamée au printemps. Selon une partie du lectorat, ce feuilleton littéraire, qui a pour thème la prostitution dans le Japon de la fin du XVIIIe siècle, flirte avec la pornographie.

#### Fin de vie
Du milieu des années 1950 jusque vers la fin des années 1970, Sawako Ariyoshi maintient une production littéraire abondante. Son activité éditoriale intense pèse cependant sur sa santé. Au printemps 1977, l'écrivaine japonaise surmenée est admise à l'hôpital pour une période de repos. Son ardeur au travail diminue à partir de 1978, ses publications sont moins remarquées, et, en 1984, elle cesse définitivement d'écrire,. Le 30 août 1984, âgée de 53 ans, Sawako Ariyoshi meurt pendant son sommeil, des suites d'une insuffisance cardiaque,.

### Vie privée
Sawako Ariyoshi se marie en 1962, avec le directeur de l'association japonaise des Amoureux des Arts,. Le couple donne naissance à une fille en novembre 1963,. Ils divorcent au cours de l'année 1964,.

## Postérité
Née au début des années 1930, Sawako Ariyoshi a vécu son enfance pendant la Seconde Guerre mondiale, puis son adolescence durant la période d'occupation (1945-1952), dans un pays ravagé par le feu de l'ennemi. Grâce aux réformes structurelles imposées par l'occupant américain, dans l'éducation, en particulier, elle a pu accéder à une formation universitaire. Au milieu des années 1950, avec Ayako Sono, née comme elle l'année 1931, Sawako Ariyoshi est devenue, dans le domaine de la littérature, une figure emblématique de la « générations des cendres ». Les plus grandes maisons d'éditions ont promu les livres des deux jeunes femmes, la critique les a consacrées « génies féminins »,, et leur exposition dans le nouvel espace médiatique que constitue la télévision les a rendues célèbres auprès du grand public. Le roman Les Années du crépuscule, par exemple, publié en juin 1972, a, six mois plus tard, dépassé le million d'exemplaires vendus,.
Au terme d'une carrière d'écrivaine à la production soutenue, Sawako Ariyoshi laisse derrière elle plus d'une centaine d'œuvres littéraires : des romans, des nouvelles, des pièces de théâtre, des essais de critiques théâtrales et des scénarios pour la télévision ou le cinéma,. Plusieurs de ses créations ont été adaptées pour le théâtre, le petit ou le grand écran,. Au début des années 1990, ses principaux succès d'édition ont été traduits en chinois, anglais et français,.
Après la mort d'Ariyoshi Sawako, une stèle commémorative a été érigée dans l'enceinte du Myōhō-ji (ja), un temple bouddhiste situé à Suginami, l'un des 23 arrondissements spéciaux formant Tokyo dans lequel l'écrivaine a habité de 1961 à 1979,.

## Littérature
L'œuvre littéraire de Sawako Ariyoshi présente plusieurs facettes. Dans nombre de ses créations, l'écrivaine japonaise démontre un attachement aux arts traditionnels, à la culture et l'histoire nationales,. Les premiers personnages de fiction auxquels elle a donné vie sont des artisans ou des artistes œuvrant à la préservation de leur art, enraciné dans des traditions culturelles,. Si les thèmes romanesques explorés par Sawako Ariyoshi entrent en résonance avec divers aspects de l'époque contemporaine (la première moitié du XXe siècle), l'action de ses compositions littéraires se développe souvent dans des époques lointaines, l'époque d'Edo (1603-1868) en particulier.
Son adolescence, au sein d'une famille de la bourgeoisie provinciale aux convictions progressistes — sa mère était féministe —, et son parcours personnel, qui l'a conduite à vivre à l'étranger durant son enfance et à l'âge adulte, ont aiguisé son intérêt pour les sujets à enjeux politiques ou sociétaux. Le traitement de ceux-ci par la romancière ont sensibilisé l'opinion publique japonaise et parfois suscité des polémiques. Qu'ils retracent la vie de personnalités historiques ou qu'ils exposent des problèmes sociaux contemporains, le réalisme des romans de Sawako Ariyoshi est fondé sur des recherches documentaires approfondies, et un talent de conteuse reconnu. D'une manière générale, chaque livre de Sawako Ariyoshi est une analyse d'une facette de la société japonaise,.
La plupart des personnages principaux des œuvres de Sawako Ariyoshi sont des femmes évoluant dans une société patriarcale. De la période féodale à l'époque moderne, la condition féminine disséquée par l'écrivaine est une subordination quotidienne aux hommes,. Bien que dociles et sages, conformément à l'idéologie prégnante « bonne épouse, sage mère », les héroïnes de Sawako Ariyoshi font preuve d'intelligence et de courage face aux épreuves qui leur sont imposées,. À travers des portraits de caractères féminins forts, la romancière a développé une critique de l'institution familiale traditionnelle japonaise,. Pour autant l'œuvre de la « Simone de Beauvoir du Japon », ne relève pas de l'engagement strictement féministe. Parmi les protagonistes de ses romans émergent aussi des hommes, confrontés, comme les femmes, à la rigidité des normes sociales japonaises. L'humanisme est certainement la sensibilité qui caractérise le mieux la vision du monde de Sawako Ariyoshi,.

### Principales œuvres

#### Les Dames de Kimoto
Le roman Les Dames de Kimoto est publié en 1959. Cette chronique historique dresse les portraits de trois générations de femmes d'une même famille, dans un Japon en pleine transition vers la modernité. Sawako Ariyoshi y met en évidence la pression des traditions patriarcales qui s'exerce durablement sur les femmes japonaises.

#### Kae ou les deux rivales
Kae ou les deux rivales (華岡青洲の妻, Hanaoka Seishū no tsuma, litt. « L'Épouse de Hanaoka Seishū ») est une chronique historique publiée en 1967, par la maison d'édition japonaise Shinchōsha. L'œuvre, adaptée en 1967 au cinéma, puis au théâtre, raconte la rivalité entre deux femmes désireuses de plaire à Hanaoka Seishū, un médecin de l'époque d'Edo (1603-1868). Sa traduction française paraît en 1981 aux éditions Stock.

#### Les Années du crépuscule
Les Années du crépuscule (恍惚の人, Kōkotsu no hito) est un roman publié en 1972, par la maison d'édition Shinchōsha,. Ce drame familial raconte le quotidien d'une femme et son mari, contraints de prendre en charge le père de celui-ci, un homme âgé devenant sénile.

## Publications
- 1954 : Rakuyō no Fu
- 1956 : Jiuta
- 1957 : Shiroi ōgi
- 1957 : Masshirokenoke
- 1958 : Ningyō jōruri
- 1958 : Homura
- 1959 : Kinokawa
  - édition française : Les Dames de Kimoto (Stock, 1983, traduit par Yoko Sim et Anne-Marie Soulac)
- 1962 : Kiyu no shi
- 1962 : Kōge
  - édition française : Le Miroir des courtisanes (Éditions Philippe Picquier, 1994, traduit par Corinne Atlan)
- 1962 : Tsudaremai
- 1963 : Aritagawa
- 1964 : Hishoku
- 1964 : Puerutoriko nikki
- 1964/1965 : Ichi no ito
- 1966 : Hanaoka Seishū no tsuma
  - édition française : Kaé, ou Les Deux rivales (Stock, 1980, traduit par Yoko Sim et Patricia Beaujin)
- 1966 : Hidakagawa
- 1967 : Fushin no toki
- 1967 : Midaremai
- 1967/1968 : Umikura
- 1969 : Izumo no Okuni
- 1972 : Kōkotsu no hito
  - édition française : Les Années du crépuscule (Stock, 1986, traduit par Jean-Christian Bouvier), réédité sous le titre de Le Crépuscule de Shigezo (Mercure de France, 2018)
- 1975 : Fukugō osen
- 1978 : Kazu no miyasama otome
- 1978 : Chūgoku repōto
- 1981 : Nihon no shimajima, mukashi to ima

## Adaptations de ses œuvres au cinéma
- 1958 : Utsukushii anju-san (美しい庵主さん?) de Katsumi Nishikawa
- 1962 : Heiten jikan (閉店時間?) d'Umetsugu Inoue
- 1964 : Le Parfum de l'encens (香華, Kōge?) de Keisuke Kinoshita
- 1966 : La Rivière Kii (紀ノ川, Kinokawa?) de Noboru Nakamura
- 1967 : La Femme du docteur Hanaoka (華岡青洲の妻, Hanaoka Seishū no tsuma?) de Yasuzō Masumura
- 1968 : Le Moment du doute (不信のとき, Fushin no toki?) de Tadashi Imai
- 1973 : Un homme en extase (恍惚の人, Kōkotsu no hito?) de Shirō Toyoda
- 1974 : Trois Vieilles Dames (三婆, Sanbaba?) de Noboru Nakamura[32]

## Adaptations de ses œuvres en bande dessinée
- 2022 : Les Dames de Kimoto, adapté en bande dessinée par Cyril Bonin[33].